# Pietro Pezzi
Pietro Pezzi (Venezia, 1757 – Venezia, 5 giugno 1826) è stato un medico e scrittore italiano.

## Biografia
Pietro Pezzi nasce a Venezia nel 1757, figlio di Giuseppe Pezzi. Medico illustre e di fama divenne noto all'epoca ben oltre il territorio veneto.
È stato autore di numerose pubblicazioni scientifiche e tra i fondatori, con il dott. Andrea Valatelli della Società di medicina, poi trasformatasi in Ateneo Veneto.
Si è sposato con la veneziana Venturina Giupponi.
È morto quasi settantenne nel 1826 a Venezia.
Viene ricordato con un articolo di Mario Giacomo Levi nell'opera ”Biografia degli Italiani Illustri nelle scienze, lettere ed arti del secolo XVIII e de' contemporanei compilata da letterati italiani di ogni provincia e pubblicata per cura del professore Emilio De Tipaldo“ (Venezia, 1836, Vol. III).

## Opere
- Influenza delle lettere nel perfezionamento del medico. Venezia 1811, pel Picotti,  in 4., di pag. 25.
- Saggio sull'influenza dell'immaginazione nell'alterare la condizione sana o morbosa di alcune determinate parti del corpo umano, Venezia, 1813, pel Baglioni, in 8.
- Storia di uno stranissimo sonnambulismo, ivi.
- Prime linee per servire alla storia generale del sonnambulismo, ivi.
- Saggio sopra le cause della crescente nostra mortalità. Venezia, tipografia Pasquali, 1815, in 4.

Ha tradotto dal francese con annotazioni l'opera di Ratier sull'educazione fisica dei bambini.
Ha letto nell'Ateneo veneto parecchie memorie fra le quali il suo Colpo d'occhio imparziale sul contrastato contagio dei fisici: Le Osservazioni Critiche sopra di un'opera stampata a Roma nel 1810 contro il supposto contagio tisico; la sua traduzione del poema L'Immaginazione di Delille.

## Opere inedite
- Significantissimi vizi di organismo accoppiati e larvati durante la vita sotto la sembianza di grave affezione nervosa isterica.
- Vizi precordiali congiunti ad altri esterni disordini – Osservazioni sul cadavere – poche sul descritto caso – appendice biografica alla precedente storia.
- Angina pectoris – osservazioni sul cadavere.
- Aneurisma cardiale – osservazioni sul cadavere.
- Lievi sofferenze e gravissime lesioni organiche. – Osservazioni sul cadavere. – Poche note a queste tre ultime osservazioni.
- Idrope cistica dell'ovaia sinistra – Osservazioni sul cadavere. – Riflessioni sul caso presente e sull'idrope cistica dell'ovaia in generale.
- Nona gestazione condotta dall'arte a buon fine dopo otto infelici.
- Storia critica di un caso supposto miracoloso – Notizie preliminari – Sezione prima, storia ingenua della malattia – Sezione seconda, esame del caso presente considerato come miracolo – Sezione terza, esame imparziale di monumenti prodotti a favore di questo.”